# Ladislav Žiga Žgajnar
Ladislav Žiga Žgajnar, slovenski ekonomist in politik, 20. februar 1955, Trbovlje, SFRJ, † 27. marec 2006, Trbovlje, Slovenija.
Med letoma 1998 in 2002 je bil trboveljski župan.

## Življenje
Ladislav Žiga Žgajnar se je rodil 20. februarja 1955 v Trbovljah, kjer je obiskoval osnovno šolo in srednjo ekonomsko šolo. Nadaljeval je s študijem in postal inženir strojništva ter diplomirani ekonomist. Po končanem študiju se je leta 1977 najprej zaposlil v Strojni tovarni Trbovlje v računovodstvu. Decembra 1984 se je v Rudisu zaposlil kot pomočnik finančnega direktorja, kar je ostal do zmage na županskih volitvah leta 1998.
Leta 2002 se je po končanem županskem mandatu ponovno zaposlil v Rudisu. Še isto leto je bil na listi LDS izvoljen v občinski svet. Poleg službe se je udejstvoval tudi kot kulturnik.
Umrl je nenadno 27. marca 2006.